# Parupeneus louise
Parupeneus louise är en fiskart som beskrevs av Randall 2004. Parupeneus louise ingår i släktet Parupeneus och familjen mullefiskar. Inga underarter finns listade i Catalogue of Life.